# NGC 7623
NGC 7623 (również PGC 71132 lub UGC 12526) – galaktyka soczewkowata (S0), znajdująca się w gwiazdozbiorze Pegaza. Odkrył ją William Herschel 26 września 1785.